# La Flèche Wallonne 2021
La Flèche Wallonne 2021 var den 85. udgave af den belgiske ardennerklassiker La Flèche Wallonne. Det 193 km lange linjeløb med 2.981 højdemeter blev kørt den 21. april 2021 med start i Charleroi og mål på toppen af Mur de Huy i Vallonien. Der var i alt 12 stigninger på ruten. Løbet var femtende arrangement på UCI World Tour 2021.
Få timer før starten af løbet trak UAE Team Emirates alle sine ryttere fra deltagelse. Det skyldtes at Diego Ulissi og en holdmedarbejder var blevet testet positiv for COVID-19. Derfor kunne vinderen fra 2020 Marc Hirschi ikke forsvare sin titel.
For tredje gang i karrieren blev løbet vundet af Deceuninck-Quick Steps franske verdensmester Julian Alaphilippe, efter han på de sidste meter overhalede Primož Roglič fra Team Jumbo-Visma. Seks sekunder efter kom Movistar Teams spanske veteran Alejandro Valverde ind på tredjepladsen. Bedst placerede dansker var Jakob Fuglsang på en 17. plads, som var i mål 19 sekunder efter vinderen.

## Resultat
| \| Samlede stilling \| Samlede stilling \| Samlede stilling \| Samlede stilling \| Samlede stilling \| \| Rytter \| Rytter \| Hold \| Tid \| \| \| ---------------- \| --------------------- \| ---------------------- \| ---------------- \| ---------------- \| \| 1. \| Julian Alaphilippe \| Deceuninck-Quick Step \| 4t 36' 25" \| \| \| 2. \| Primož Roglič \| Jumbo-Visma \| + 0" \| \| \| 3. \| Alejandro Valverde \| Movistar Team \| + 6" \| \| \| 4. \| Michael Woods \| Israel Start-Up Nation \| + 8" \| \| \| 5. \| Warren Barguil \| Arkéa-Samsic \| + 11" \| \| \| 6. \| Tom Pidcock \| Ineos Grenadiers \| + 11" \| \| \| 7. \| David Gaudu \| Groupama-FDJ \| + 11" \| \| \| 8. \| Esteban Chaves \| Team BikeExchange \| + 11" \| \| \| 9. \| Richard Carapaz \| Ineos Grenadiers \| + 11" \| \| \| 10. \| Maximilian Schachmann \| Bora-Hansgrohe \| + 16" \| \| |                       |                        |            |
| |                       |                        |            |
| Kilde: ProCyclingStats |                       |                        |            |
| Samlede stilling |                       |                        |            |
| Rytter | Rytter                | Hold                   | Tid        |
| 1. | Julian Alaphilippe    | Deceuninck-Quick Step  | 4t 36' 25" |
| 2. | Primož Roglič         | Jumbo-Visma            | + 0"       |
| 3. | Alejandro Valverde    | Movistar Team          | + 6"       |
| 4. | Michael Woods         | Israel Start-Up Nation | + 8"       |
| 5. | Warren Barguil        | Arkéa-Samsic           | + 11"      |
| 6. | Tom Pidcock           | Ineos Grenadiers       | + 11"      |
| 7. | David Gaudu           | Groupama-FDJ           | + 11"      |
| 8. | Esteban Chaves        | Team BikeExchange      | + 11"      |
| 9. | Richard Carapaz       | Ineos Grenadiers       | + 11"      |
| 10. | Maximilian Schachmann | Bora-Hansgrohe         | + 16"      |

## Stigninger
| #  | Navn                       | Længde (m) | Gennemsnit stigning | Placering på rute |
| -- | -------------------------- | ---------- | ------------------- | ----------------- |
| 1  | Côte d'Yvoir               |            |                     | 49                |
| 2  | Côte de Thon               |            |                     | 84                |
| 3  | Côte de Groynne            |            |                     | 93                |
| 4  | Côte de Haut-Bois          |            |                     | 98,5              |
| 5  | Côte de Gives              |            |                     | 113               |
| 6  | Mur de Huy (1. passage)    | 1300       | 9,6 %               | 128               |
| 7  | Côte d'Ereffe              | 2100       | 5,5 %               | 141               |
| 8  | Côte du chemin des Gueuses | 1800       | 6,5 %               | 150,5             |
| 9  | Mur de Huy (2. passage)    | 1300       | 9,6 %               | 160               |
| 10 | Côte d'Ereffe              | 2100       | 5,5 %               | 173               |
| 11 | Côte du chemin des Gueuses | 1800       | 6,5 %               | 182,5             |
| 12 | Mur de Huy (3. passage)    | 1300       | 9,6 %               | 192               |

## Hold og ryttere
| UCI WorldTeams (19)- AG2R Citroën Team - Astana-Premier Tech - Bahrain Victorious - Bora-Hansgrohe - Cofidis - Deceuninck-Quick Step - EF Education-Nippo - Groupama-FDJ - Ineos Grenadiers - Intermarché-Wanty-Gobert Matériaux - Israel Start-Up Nation - Jumbo-Visma - Lotto Soudal - Movistar Team - Team BikeExchange - Team DSM - Qhubeka Assos - Trek-Segafredo - UAE Team Emirates UCI ProTeams (6)- Alpecin-Fenix - Arkéa-Samsic - Bingoal Pauwels Sauces WB - Delko - Gazprom-RusVelo - Sport Vlaanderen-Baloise |
| |

### Danske ryttere
| Danske ryttere på startlisten |                         |                       |           |
| Rygnummer                     | Rytter                  | Hold                  | Placering |
| 46                            | Michael Valgren         | EF Education-Nippo    | 46        |
| 55                            | Mikkel Frølich Honoré   | Deceuninck-Quick Step | 42        |
| 84                            | Niklas Eg               | Trek-Segafredo        | 116       |
| 85                            | Alexander Kamp          | Trek-Segafredo        | 89        |
| 135                           | Christopher Juul-Jensen | Team BikeExchange     | 126       |
| 141                           | Jakob Fuglsang          | Astana-Premier Tech   | 17        |
| 187                           | Jonas Vingegaard        | Team Jumbo-Visma      | 84        |

* DNF = gennemførte ikke

### Startliste
| UAE Team Emirates UAD           | UAE Team Emirates UAD      | UAE Team Emirates UAD |
| ------------------------------- | -------------------------- | --------------------- |
| Nr.                             | Rytter                     | Placering             |
| 1                               | Marc Hirschi (SUI)         | DNS                   |
| 2                               | Tadej Pogačar (SLO)        | DNS                   |
| 3                               | Rui Costa (POR) (landevej) | DNS                   |
| 4                               | Davide Formolo (ITA)       | DNS                   |
| 5                               | Vegard Stake Laengen (NOR) | DNS                   |
| 6                               | Jan Polanc (SLO)           | DNS                   |
| 7                               | Diego Ulissi (ITA)         | DNS                   |
| Sportsdirektør: Andrej Hauptman |                            |                       |

| AG2R Citroën Team ACT         | AG2R Citroën Team ACT        | AG2R Citroën Team ACT |
| ----------------------------- | ---------------------------- | --------------------- |
| Nr.                           | Rytter                       | Placering             |
| 11                            | Benoît Cosnefroy (FRA)       | 18.                   |
| 12                            | Clément Champoussin (FRA)    | 45.                   |
| 13                            | Stan Dewulf (BEL)            | DNF                   |
| 14                            | Dorian Godon (FRA)           | 59.                   |
| 15                            | Lawrence Naesen (BEL)        | 113.                  |
| 16                            | Aurélien Paret-Peintre (FRA) | 33.                   |
| 17                            | Michael Schär (SUI)          | 123.                  |
| Sportsdirektør: Julien Jurdie |                              |                       |

| Israel Start-Up Nation ISN       | Israel Start-Up Nation ISN | Israel Start-Up Nation ISN |
| -------------------------------- | -------------------------- | -------------------------- |
| Nr.                              | Rytter                     | Placering                  |
| 21                               | Michael Woods (CAN)        | 4.                         |
| 22                               | Guillaume Boivin (CAN)     | 137.                       |
| 23                               | Reto Hollenstein (SUI)     | 114.                       |
| 24                               | Daryl Impey (RSA)          | 52.                        |
| 25                               | Krists Neilands (LAT)      | 31.                        |
| 26                               | James Piccoli (CAN)        | 133.                       |
| 27                               | Guy Sagiv (ISR)            | DNF                        |
| Sportsdirektør: Eric Van Lancker |                            |                            |

| Arkéa-Samsic ARK          | Arkéa-Samsic ARK     | Arkéa-Samsic ARK |
| ------------------------- | -------------------- | ---------------- |
| Nr.                       | Rytter               | Placering        |
| 31                        | Warren Barguil (FRA) | 5.               |
| 32                        | Kévin Ledanois (FRA) | 124.             |
| 33                        | Matis Louvel (FRA)   | DNF              |
| 34                        | Łukasz Owsian (POL)  | 75.              |
| 35                        | Laurent Pichon (FRA) | 97.              |
| 36                        | Alan Riou (FRA)      | 122.             |
| 37                        | Diego Rosa (ITA)     | 106.             |
| Sportsdirektør: Yvon Caër |                      |                  |

| EF Education-Nippo EFN      | EF Education-Nippo EFN            | EF Education-Nippo EFN |
| --------------------------- | --------------------------------- | ---------------------- |
| Nr.                         | Rytter                            | Placering              |
| 41                          | Sergio Higuita (COL) (landevej)   | DNF                    |
| 42                          | Jonathan Caicedo (ECU) (landevej) | 55.                    |
| 43                          | Simon Carr (GBR)                  | 35.                    |
| 44                          | Lawson Craddock (USA)             | 98.                    |
| 45                          | Alex Howes (USA) (landevej)       | 99.                    |
| 46                          | Michael Valgren (DEN)             | 46.                    |
| 47                          | Hideto Nakane (JPN)               | 110.                   |
| Sportsdirektør: Tom Southam |                                   |                        |

| Deceuninck-Quick Step DQT      | Deceuninck-Quick Step DQT           | Deceuninck-Quick Step DQT |
| ------------------------------ | ----------------------------------- | ------------------------- |
| Nr.                            | Rytter                              | Placering                 |
| 51                             | Julian Alaphilippe (FRA) (landevej) | 1.                        |
| 52                             | Mattia Cattaneo (ITA)               | 71.                       |
| 53                             | Josef Černý (CZE)                   | DNF                       |
| 54                             | Dries Devenyns (BEL)                | 80.                       |
| 55                             | Mikkel Honoré (DEN)                 | 42.                       |
| 56                             | James Knox (GBR)                    | 63.                       |
| 57                             | Mauri Vansevenant (BEL)             | 27.                       |
| Sportsdirektør: Davide Bramati |                                     |                           |

| Ineos Grenadiers IGD          | Ineos Grenadiers IGD     | Ineos Grenadiers IGD |
| ----------------------------- | ------------------------ | -------------------- |
| Nr.                           | Rytter                   | Placering            |
| 61                            | Tom Pidcock (GBR)        | 6.                   |
| 62                            | Richard Carapaz (ECU)    | 9.                   |
| 63                            | Eddie Dunbar (IRL)       | DNF                  |
| 64                            | Tao Geoghegan Hart (GBR) | 62.                  |
| 65                            | Michał Kwiatkowski (POL) | 23.                  |
| 66                            | Luke Rowe (GBR)          | 130.                 |
| 67                            | Adam Yates (GBR)         | 20.                  |
| Sportsdirektør: Gabriel Rasch |                          |                      |

| Bora-Hansgrohe BOH                      | Bora-Hansgrohe BOH          | Bora-Hansgrohe BOH |
| --------------------------------------- | --------------------------- | ------------------ |
| Nr.                                     | Rytter                      | Placering          |
| 71                                      | Maximilian Schachmann (GER) | 10.                |
| 72                                      | Cesare Benedetti (ITA)      | 92.                |
| 73                                      | Patrick Gamper (AUT)        | 136.               |
| 74                                      | Patrick Konrad (AUT)        | 15.                |
| 75                                      | Jordi Meeus (BEL)           | DNF                |
| 76                                      | Ide Schelling (NED)         | 85.                |
| 77                                      | Andreas Schillinger (GER)   | DNF                |
| Sportsdirektør: Jean-Pierre Heynderickx |                             |                    |

| Trek-Segafredo TFS           | Trek-Segafredo TFS     | Trek-Segafredo TFS |
| ---------------------------- | ---------------------- | ------------------ |
| Nr.                          | Rytter                 | Placering          |
| 81                           | Bauke Mollema (NED)    | 11.                |
| 82                           | Julien Bernard (FRA)   | 40.                |
| 83                           | Nicola Conci (ITA)     | 30.                |
| 84                           | Niklas Eg (DEN)        | 116.               |
| 85                           | Alexander Kamp (DEN)   | 89.                |
| 86                           | Juan Pedro López (ESP) | DNF                |
| 87                           | Toms Skujiņš (LAT)     | 49.                |
| Sportsdirektør: Kim Andersen |                        |                    |

| Cofidis COF                      | Cofidis COF            | Cofidis COF |
| -------------------------------- | ---------------------- | ----------- |
| Nr.                              | Rytter                 | Placering   |
| 91                               | Guillaume Martin (FRA) | 16.         |
| 92                               | Fernando Barceló (ESP) | 34.         |
| 93                               | Rubén Fernández (ESP)  | 60.         |
| 94                               | Simon Geschke (GER)    | 76.         |
| 95                               | Jesús Herrada (ESP)    | 29.         |
| 96                               | Victor Lafay (FRA)     | DNF         |
| 97                               | Anthony Perez (FRA)    | 78.         |
| Sportsdirektør: Thierry Marichal |                        |             |

| Groupama-FDJ GFC              | Groupama-FDJ GFC         | Groupama-FDJ GFC |
| ----------------------------- | ------------------------ | ---------------- |
| Nr.                           | Rytter                   | Placering        |
| 101                           | David Gaudu (FRA)        | 7.               |
| 102                           | Bruno Armirail (FRA)     | 96.              |
| 103                           | William Bonnet (FRA)     | DNF              |
| 104                           | Matthieu Ladagnous (FRA) | 102.             |
| 105                           | Valentin Madouas (FRA)   | 86.              |
| 106                           | Rudy Molard (FRA)        | 44.              |
| 107                           | Romain Seigle (FRA)      | 94.              |
| Sportsdirektør: Franck Pineau |                          |                  |

| Bingoal Pauwels Sauces WB BWB     | Bingoal Pauwels Sauces WB BWB | Bingoal Pauwels Sauces WB BWB |
| --------------------------------- | ----------------------------- | ----------------------------- |
| Nr.                               | Rytter                        | Placering                     |
| 111                               | Jelle Vanendert (BEL)         | 43.                           |
| 112                               | Laurens Huys (BEL)            | 104.                          |
| 113                               | Rémy Mertz (BEL)              | 112.                          |
| 114                               | Kenny Molly (BEL)             | DNF                           |
| 115                               | Mathijs Paasschens (NED)      | 131.                          |
| 116                               | Tom Paquot (BEL)              | DNF                           |
| 117                               | Luc Wirtgen (LUX)             | 119.                          |
| Sportsdirektør: Christophe Brandt |                               |                               |

| Bahrain Victorious TBV          | Bahrain Victorious TBV | Bahrain Victorious TBV |
| ------------------------------- | ---------------------- | ---------------------- |
| Nr.                             | Rytter                 | Placering              |
| 121                             | Dylan Teuns (BEL)      | 32.                    |
| 122                             | Eros Capecchi (ITA)    | 132.                   |
| 123                             | Jack Haig (AUS)        | 19.                    |
| 124                             | Matej Mohorič (SLO)    | 57.                    |
| 125                             | Wout Poels (NED)       | 22.                    |
| 126                             | Jan Tratnik (SLO)      | 56.                    |
| 127                             | Stephen Williams (GBR) | DNF                    |
| Sportsdirektør: Gorazd Štangelj |                        |                        |

| Team BikeExchange BEX           | Team BikeExchange BEX         | Team BikeExchange BEX |
| ------------------------------- | ----------------------------- | --------------------- |
| Nr.                             | Rytter                        | Placering             |
| 131                             | Michael Matthews (AUS)        | 21.                   |
| 132                             | Brent Bookwalter (USA)        | 74.                   |
| 133                             | Esteban Chaves (COL)          | 8.                    |
| 134                             | Tsgabu Grmay (ETH)            | 93.                   |
| 135                             | Christopher Juul-Jensen (DEN) | 126.                  |
| 136                             | Barnabás Peák (HUN)           | 139.                  |
| 137                             | Robert Stannard (AUS)         | 48.                   |
| Sportsdirektør: Laurenzo Lapage |                               |                       |

| Astana-Premier Tech APT         | Astana-Premier Tech APT           | Astana-Premier Tech APT |
| ------------------------------- | --------------------------------- | ----------------------- |
| Nr.                             | Rytter                            | Placering               |
| 141                             | Jakob Fuglsang (DEN)              | 17.                     |
| 142                             | Alex Aranburu (ESP)               | 13.                     |
| 143                             | Samuele Battistella (ITA)         | DNF                     |
| 144                             | Stefan de Bod (RSA)               | 73.                     |
| 145                             | Omar Fraile (ESP)                 | 58.                     |
| 146                             | Hugo Houle (CAN)                  | 127.                    |
| 147                             | Aleksej Lutsenko (KAZ) (landevej) | 72.                     |
| Sportsdirektør: Dmitrij Fofonov |                                   |                         |

| Lotto-Soudal LTS            | Lotto-Soudal LTS         | Lotto-Soudal LTS |
| --------------------------- | ------------------------ | ---------------- |
| Nr.                         | Rytter                   | Placering        |
| 151                         | Tim Wellens (BEL)        | 36.              |
| 152                         | Philippe Gilbert (BEL)   | 70.              |
| 153                         | Sébastien Grignard (BEL) | 115.             |
| 154                         | Tomasz Marczyński (POL)  | 135.             |
| 155                         | Sylvain Moniquet (BEL)   | 82.              |
| 156                         | Stefano Oldani (ITA)     | DNF              |
| 157                         | Tosh Van der Sande (BEL) | 88.              |
| Sportsdirektør: Mario Aerts |                          |                  |

| Alpecin-Fenix AFC                 | Alpecin-Fenix AFC       | Alpecin-Fenix AFC |
| --------------------------------- | ----------------------- | ----------------- |
| Nr.                               | Rytter                  | Placering         |
| 161                               | Louis Vervaeke (BEL)    | 64.               |
| 162                               | Floris De Tier (BEL)    | 51.               |
| 163                               | Jimmy Janssens (BEL)    | 87.               |
| 164                               | Xandro Meurisse (BEL)   | 111.              |
| 165                               | Kristian Sbaragli (ITA) | 25.               |
| 166                               | Ben Tulett (GBR)        | 12.               |
| 167                               | Philipp Walsleben (GER) | 108.              |
| Sportsdirektør: Michel Cornelisse |                         |                   |

| Qhubeka Assos TQA                  | Qhubeka Assos TQA       | Qhubeka Assos TQA |
| ---------------------------------- | ----------------------- | ----------------- |
| Nr.                                | Rytter                  | Placering         |
| 171                                | Fabio Aru (ITA)         | 41.               |
| 172                                | Sander Armée (BEL)      | 81.               |
| 173                                | Sean Bennett (USA)      | 107.              |
| 174                                | Simon Clarke (AUS)      | 65.               |
| 175                                | Sergio Henao (COL)      | 28.               |
| 176                                | Bert-Jan Lindeman (NED) | DNF               |
| 177                                | Robert Power (AUS)      | 90.               |
| Sportsdirektør: Gabriele Missaglia |                         |                   |

| Jumbo-Visma TJV               | Jumbo-Visma TJV                | Jumbo-Visma TJV |
| ----------------------------- | ------------------------------ | --------------- |
| Nr.                           | Rytter                         | Placering       |
| 181                           | Primož Roglič (SLO) (landevej) | 2.              |
| 182                           | Robert Gesink (NED)            | 38.             |
| 183                           | Lennard Hofstede (NED)         | 83.             |
| 184                           | Paul Martens (GER)             | 125.            |
| 185                           | Sam Oomen (NED)                | 37.             |
| 186                           | Christoph Pfingsten (GER)      | 129.            |
| 187                           | Jonas Vingegaard (DEN)         | 84.             |
| Sportsdirektør: Frans Maassen |                                |                 |

| Movistar Team MOV                 | Movistar Team MOV         | Movistar Team MOV |
| --------------------------------- | ------------------------- | ----------------- |
| Nr.                               | Rytter                    | Placering         |
| 191                               | Alejandro Valverde (ESP)  | 3.                |
| 192                               | Jorge Arcas (ESP)         | 121.              |
| 193                               | Iván García Cortina (ESP) | DNF               |
| 194                               | Matteo Jorgenson (USA)    | 91.               |
| 195                               | Enric Mas (ESP)           | 77.               |
| 196                               | Gonzalo Serrano (ESP)     | DNF               |
| 197                               | Carlos Verona (ESP)       | 66.               |
| Sportsdirektør: José Luis Arrieta |                           |                   |

| Intermarché-Wanty-Gobert Matériaux IWG   | Intermarché-Wanty-Gobert Matériaux IWG | Intermarché-Wanty-Gobert Matériaux IWG |
| ---------------------------------------- | -------------------------------------- | -------------------------------------- |
| Nr.                                      | Rytter                                 | Placering                              |
| 201                                      | Jan Bakelants (BEL)                    | 67.                                    |
| 202                                      | Aimé De Gendt (BEL)                    | 117.                                   |
| 203                                      | Quinten Hermans (BEL)                  | 14.                                    |
| 204                                      | Maurits Lammertink (NED)               | 79.                                    |
| 205                                      | Lorenzo Rota (ITA)                     | 39.                                    |
| 206                                      | Kevin Van Melsen (BEL)                 | 118.                                   |
| 207                                      | Loïc Vliegen (BEL)                     | DNF                                    |
| Sportsdirektør: Hilaire Van der Schueren |                                        |                                        |

| Team DSM DSM                    | Team DSM DSM             | Team DSM DSM |
| ------------------------------- | ------------------------ | ------------ |
| Nr.                             | Rytter                   | Placering    |
| 211                             | Andreas Leknessund (NOR) | 53.          |
| 212                             | Thymen Arensman (NED)    | 50.          |
| 213                             | Marco Brenner (GER)      | 24.          |
| 214                             | Mark Donovan (GBR)       | 54.          |
| 215                             | Chad Haga (USA)          | DNF          |
| 216                             | Martijn Tusveld (NED)    | 68.          |
| 217                             | Ilan Van Wilder (BEL)    | 61.          |
| Sportsdirektør: Michiel Elijzen |                          |              |

| Gazprom-RusVelo GAZ              | Gazprom-RusVelo GAZ      | Gazprom-RusVelo GAZ |
| -------------------------------- | ------------------------ | ------------------- |
| Nr.                              | Rytter                   | Placering           |
| 221                              | Roman Kreuziger (CZE)    | 47.                 |
| 222                              | Marco Canola (ITA)       | 128.                |
| 223                              | Sergej Tjernetskij (RUS) | 69.                 |
| 224                              | Petr Rikunov (RUS)       | DNF                 |
| 225                              | Ivan Rovnyj (RUS)        | DNF                 |
| 226                              | Dmitrij Strakhov (RUS)   | 120.                |
| 227                              | Simone Velasco (ITA)     | 100.                |
| Sportsdirektør: Dmitri Konyschew |                          |                     |

| Sport Vlaanderen-Baloise SVB   | Sport Vlaanderen-Baloise SVB | Sport Vlaanderen-Baloise SVB |
| ------------------------------ | ---------------------------- | ---------------------------- |
| Nr.                            | Rytter                       | Placering                    |
| 231                            | Aaron Van Poucke (BEL)       | DNF                          |
| 232                            | Alex Colman (BEL)            | 134.                         |
| 233                            | Rune Herregodts (BEL)        | 109.                         |
| 234                            | Arne Marit (BEL)             | DNF                          |
| 235                            | Julian Mertens (BEL)         | 103.                         |
| 236                            | Thomas Sprengers (BEL)       | 95.                          |
| 237                            | Aaron Verwilst (BEL)         | DNF                          |
| Sportsdirektør: Andy Missotten |                              |                              |

| Delko DKO                       | Delko DKO                | Delko DKO |
| ------------------------------- | ------------------------ | --------- |
| Nr.                             | Rytter                   | Placering |
| 241                             | Biniam Girmay (ERI)      | 101.      |
| 242                             | Clément Carisey (FRA)    | DNF       |
| 243                             | Alessandro Fedeli (ITA)  | DNF       |
| 244                             | Delio Fernández (ESP)    | 105.      |
| 245                             | Mauro Finetto (ITA)      | 26.       |
| 246                             | August Jensen (NOR)      | 138.      |
| 247                             | Mathias Le Turnier (FRA) | DNF       |
| Sportsdirektør: Benjamin Giraud |                          |           |

| UAE Team Emirates UAD           | UAE Team Emirates UAD      | UAE Team Emirates UAD |
| ------------------------------- | -------------------------- | --------------------- |
| Nr.                             | Rytter                     | Placering             |
| 1                               | Marc Hirschi (SUI)         | DNS                   |
| 2                               | Tadej Pogačar (SLO)        | DNS                   |
| 3                               | Rui Costa (POR) (landevej) | DNS                   |
| 4                               | Davide Formolo (ITA)       | DNS                   |
| 5                               | Vegard Stake Laengen (NOR) | DNS                   |
| 6                               | Jan Polanc (SLO)           | DNS                   |
| 7                               | Diego Ulissi (ITA)         | DNS                   |
| Sportsdirektør: Andrej Hauptman |                            |                       |

| AG2R Citroën Team ACT         | AG2R Citroën Team ACT        | AG2R Citroën Team ACT |
| ----------------------------- | ---------------------------- | --------------------- |
| Nr.                           | Rytter                       | Placering             |
| 11                            | Benoît Cosnefroy (FRA)       | 18.                   |
| 12                            | Clément Champoussin (FRA)    | 45.                   |
| 13                            | Stan Dewulf (BEL)            | DNF                   |
| 14                            | Dorian Godon (FRA)           | 59.                   |
| 15                            | Lawrence Naesen (BEL)        | 113.                  |
| 16                            | Aurélien Paret-Peintre (FRA) | 33.                   |
| 17                            | Michael Schär (SUI)          | 123.                  |
| Sportsdirektør: Julien Jurdie |                              |                       |

| Israel Start-Up Nation ISN       | Israel Start-Up Nation ISN | Israel Start-Up Nation ISN |
| -------------------------------- | -------------------------- | -------------------------- |
| Nr.                              | Rytter                     | Placering                  |
| 21                               | Michael Woods (CAN)        | 4.                         |
| 22                               | Guillaume Boivin (CAN)     | 137.                       |
| 23                               | Reto Hollenstein (SUI)     | 114.                       |
| 24                               | Daryl Impey (RSA)          | 52.                        |
| 25                               | Krists Neilands (LAT)      | 31.                        |
| 26                               | James Piccoli (CAN)        | 133.                       |
| 27                               | Guy Sagiv (ISR)            | DNF                        |
| Sportsdirektør: Eric Van Lancker |                            |                            |

| Arkéa-Samsic ARK          | Arkéa-Samsic ARK     | Arkéa-Samsic ARK |
| ------------------------- | -------------------- | ---------------- |
| Nr.                       | Rytter               | Placering        |
| 31                        | Warren Barguil (FRA) | 5.               |
| 32                        | Kévin Ledanois (FRA) | 124.             |
| 33                        | Matis Louvel (FRA)   | DNF              |
| 34                        | Łukasz Owsian (POL)  | 75.              |
| 35                        | Laurent Pichon (FRA) | 97.              |
| 36                        | Alan Riou (FRA)      | 122.             |
| 37                        | Diego Rosa (ITA)     | 106.             |
| Sportsdirektør: Yvon Caër |                      |                  |

| EF Education-Nippo EFN      | EF Education-Nippo EFN            | EF Education-Nippo EFN |
| --------------------------- | --------------------------------- | ---------------------- |
| Nr.                         | Rytter                            | Placering              |
| 41                          | Sergio Higuita (COL) (landevej)   | DNF                    |
| 42                          | Jonathan Caicedo (ECU) (landevej) | 55.                    |
| 43                          | Simon Carr (GBR)                  | 35.                    |
| 44                          | Lawson Craddock (USA)             | 98.                    |
| 45                          | Alex Howes (USA) (landevej)       | 99.                    |
| 46                          | Michael Valgren (DEN)             | 46.                    |
| 47                          | Hideto Nakane (JPN)               | 110.                   |
| Sportsdirektør: Tom Southam |                                   |                        |

| Deceuninck-Quick Step DQT      | Deceuninck-Quick Step DQT           | Deceuninck-Quick Step DQT |
| ------------------------------ | ----------------------------------- | ------------------------- |
| Nr.                            | Rytter                              | Placering                 |
| 51                             | Julian Alaphilippe (FRA) (landevej) | 1.                        |
| 52                             | Mattia Cattaneo (ITA)               | 71.                       |
| 53                             | Josef Černý (CZE)                   | DNF                       |
| 54                             | Dries Devenyns (BEL)                | 80.                       |
| 55                             | Mikkel Honoré (DEN)                 | 42.                       |
| 56                             | James Knox (GBR)                    | 63.                       |
| 57                             | Mauri Vansevenant (BEL)             | 27.                       |
| Sportsdirektør: Davide Bramati |                                     |                           |

| Ineos Grenadiers IGD          | Ineos Grenadiers IGD     | Ineos Grenadiers IGD |
| ----------------------------- | ------------------------ | -------------------- |
| Nr.                           | Rytter                   | Placering            |
| 61                            | Tom Pidcock (GBR)        | 6.                   |
| 62                            | Richard Carapaz (ECU)    | 9.                   |
| 63                            | Eddie Dunbar (IRL)       | DNF                  |
| 64                            | Tao Geoghegan Hart (GBR) | 62.                  |
| 65                            | Michał Kwiatkowski (POL) | 23.                  |
| 66                            | Luke Rowe (GBR)          | 130.                 |
| 67                            | Adam Yates (GBR)         | 20.                  |
| Sportsdirektør: Gabriel Rasch |                          |                      |

| Bora-Hansgrohe BOH                      | Bora-Hansgrohe BOH          | Bora-Hansgrohe BOH |
| --------------------------------------- | --------------------------- | ------------------ |
| Nr.                                     | Rytter                      | Placering          |
| 71                                      | Maximilian Schachmann (GER) | 10.                |
| 72                                      | Cesare Benedetti (ITA)      | 92.                |
| 73                                      | Patrick Gamper (AUT)        | 136.               |
| 74                                      | Patrick Konrad (AUT)        | 15.                |
| 75                                      | Jordi Meeus (BEL)           | DNF                |
| 76                                      | Ide Schelling (NED)         | 85.                |
| 77                                      | Andreas Schillinger (GER)   | DNF                |
| Sportsdirektør: Jean-Pierre Heynderickx |                             |                    |

| Trek-Segafredo TFS           | Trek-Segafredo TFS     | Trek-Segafredo TFS |
| ---------------------------- | ---------------------- | ------------------ |
| Nr.                          | Rytter                 | Placering          |
| 81                           | Bauke Mollema (NED)    | 11.                |
| 82                           | Julien Bernard (FRA)   | 40.                |
| 83                           | Nicola Conci (ITA)     | 30.                |
| 84                           | Niklas Eg (DEN)        | 116.               |
| 85                           | Alexander Kamp (DEN)   | 89.                |
| 86                           | Juan Pedro López (ESP) | DNF                |
| 87                           | Toms Skujiņš (LAT)     | 49.                |
| Sportsdirektør: Kim Andersen |                        |                    |

| Cofidis COF                      | Cofidis COF            | Cofidis COF |
| -------------------------------- | ---------------------- | ----------- |
| Nr.                              | Rytter                 | Placering   |
| 91                               | Guillaume Martin (FRA) | 16.         |
| 92                               | Fernando Barceló (ESP) | 34.         |
| 93                               | Rubén Fernández (ESP)  | 60.         |
| 94                               | Simon Geschke (GER)    | 76.         |
| 95                               | Jesús Herrada (ESP)    | 29.         |
| 96                               | Victor Lafay (FRA)     | DNF         |
| 97                               | Anthony Perez (FRA)    | 78.         |
| Sportsdirektør: Thierry Marichal |                        |             |

| Groupama-FDJ GFC              | Groupama-FDJ GFC         | Groupama-FDJ GFC |
| ----------------------------- | ------------------------ | ---------------- |
| Nr.                           | Rytter                   | Placering        |
| 101                           | David Gaudu (FRA)        | 7.               |
| 102                           | Bruno Armirail (FRA)     | 96.              |
| 103                           | William Bonnet (FRA)     | DNF              |
| 104                           | Matthieu Ladagnous (FRA) | 102.             |
| 105                           | Valentin Madouas (FRA)   | 86.              |
| 106                           | Rudy Molard (FRA)        | 44.              |
| 107                           | Romain Seigle (FRA)      | 94.              |
| Sportsdirektør: Franck Pineau |                          |                  |

| Bingoal Pauwels Sauces WB BWB     | Bingoal Pauwels Sauces WB BWB | Bingoal Pauwels Sauces WB BWB |
| --------------------------------- | ----------------------------- | ----------------------------- |
| Nr.                               | Rytter                        | Placering                     |
| 111                               | Jelle Vanendert (BEL)         | 43.                           |
| 112                               | Laurens Huys (BEL)            | 104.                          |
| 113                               | Rémy Mertz (BEL)              | 112.                          |
| 114                               | Kenny Molly (BEL)             | DNF                           |
| 115                               | Mathijs Paasschens (NED)      | 131.                          |
| 116                               | Tom Paquot (BEL)              | DNF                           |
| 117                               | Luc Wirtgen (LUX)             | 119.                          |
| Sportsdirektør: Christophe Brandt |                               |                               |

| Bahrain Victorious TBV          | Bahrain Victorious TBV | Bahrain Victorious TBV |
| ------------------------------- | ---------------------- | ---------------------- |
| Nr.                             | Rytter                 | Placering              |
| 121                             | Dylan Teuns (BEL)      | 32.                    |
| 122                             | Eros Capecchi (ITA)    | 132.                   |
| 123                             | Jack Haig (AUS)        | 19.                    |
| 124                             | Matej Mohorič (SLO)    | 57.                    |
| 125                             | Wout Poels (NED)       | 22.                    |
| 126                             | Jan Tratnik (SLO)      | 56.                    |
| 127                             | Stephen Williams (GBR) | DNF                    |
| Sportsdirektør: Gorazd Štangelj |                        |                        |

| Team BikeExchange BEX           | Team BikeExchange BEX         | Team BikeExchange BEX |
| ------------------------------- | ----------------------------- | --------------------- |
| Nr.                             | Rytter                        | Placering             |
| 131                             | Michael Matthews (AUS)        | 21.                   |
| 132                             | Brent Bookwalter (USA)        | 74.                   |
| 133                             | Esteban Chaves (COL)          | 8.                    |
| 134                             | Tsgabu Grmay (ETH)            | 93.                   |
| 135                             | Christopher Juul-Jensen (DEN) | 126.                  |
| 136                             | Barnabás Peák (HUN)           | 139.                  |
| 137                             | Robert Stannard (AUS)         | 48.                   |
| Sportsdirektør: Laurenzo Lapage |                               |                       |

| Astana-Premier Tech APT         | Astana-Premier Tech APT           | Astana-Premier Tech APT |
| ------------------------------- | --------------------------------- | ----------------------- |
| Nr.                             | Rytter                            | Placering               |
| 141                             | Jakob Fuglsang (DEN)              | 17.                     |
| 142                             | Alex Aranburu (ESP)               | 13.                     |
| 143                             | Samuele Battistella (ITA)         | DNF                     |
| 144                             | Stefan de Bod (RSA)               | 73.                     |
| 145                             | Omar Fraile (ESP)                 | 58.                     |
| 146                             | Hugo Houle (CAN)                  | 127.                    |
| 147                             | Aleksej Lutsenko (KAZ) (landevej) | 72.                     |
| Sportsdirektør: Dmitrij Fofonov |                                   |                         |

| Lotto-Soudal LTS            | Lotto-Soudal LTS         | Lotto-Soudal LTS |
| --------------------------- | ------------------------ | ---------------- |
| Nr.                         | Rytter                   | Placering        |
| 151                         | Tim Wellens (BEL)        | 36.              |
| 152                         | Philippe Gilbert (BEL)   | 70.              |
| 153                         | Sébastien Grignard (BEL) | 115.             |
| 154                         | Tomasz Marczyński (POL)  | 135.             |
| 155                         | Sylvain Moniquet (BEL)   | 82.              |
| 156                         | Stefano Oldani (ITA)     | DNF              |
| 157                         | Tosh Van der Sande (BEL) | 88.              |
| Sportsdirektør: Mario Aerts |                          |                  |

| Alpecin-Fenix AFC                 | Alpecin-Fenix AFC       | Alpecin-Fenix AFC |
| --------------------------------- | ----------------------- | ----------------- |
| Nr.                               | Rytter                  | Placering         |
| 161                               | Louis Vervaeke (BEL)    | 64.               |
| 162                               | Floris De Tier (BEL)    | 51.               |
| 163                               | Jimmy Janssens (BEL)    | 87.               |
| 164                               | Xandro Meurisse (BEL)   | 111.              |
| 165                               | Kristian Sbaragli (ITA) | 25.               |
| 166                               | Ben Tulett (GBR)        | 12.               |
| 167                               | Philipp Walsleben (GER) | 108.              |
| Sportsdirektør: Michel Cornelisse |                         |                   |

| Qhubeka Assos TQA                  | Qhubeka Assos TQA       | Qhubeka Assos TQA |
| ---------------------------------- | ----------------------- | ----------------- |
| Nr.                                | Rytter                  | Placering         |
| 171                                | Fabio Aru (ITA)         | 41.               |
| 172                                | Sander Armée (BEL)      | 81.               |
| 173                                | Sean Bennett (USA)      | 107.              |
| 174                                | Simon Clarke (AUS)      | 65.               |
| 175                                | Sergio Henao (COL)      | 28.               |
| 176                                | Bert-Jan Lindeman (NED) | DNF               |
| 177                                | Robert Power (AUS)      | 90.               |
| Sportsdirektør: Gabriele Missaglia |                         |                   |

| Jumbo-Visma TJV               | Jumbo-Visma TJV                | Jumbo-Visma TJV |
| ----------------------------- | ------------------------------ | --------------- |
| Nr.                           | Rytter                         | Placering       |
| 181                           | Primož Roglič (SLO) (landevej) | 2.              |
| 182                           | Robert Gesink (NED)            | 38.             |
| 183                           | Lennard Hofstede (NED)         | 83.             |
| 184                           | Paul Martens (GER)             | 125.            |
| 185                           | Sam Oomen (NED)                | 37.             |
| 186                           | Christoph Pfingsten (GER)      | 129.            |
| 187                           | Jonas Vingegaard (DEN)         | 84.             |
| Sportsdirektør: Frans Maassen |                                |                 |

| Movistar Team MOV                 | Movistar Team MOV         | Movistar Team MOV |
| --------------------------------- | ------------------------- | ----------------- |
| Nr.                               | Rytter                    | Placering         |
| 191                               | Alejandro Valverde (ESP)  | 3.                |
| 192                               | Jorge Arcas (ESP)         | 121.              |
| 193                               | Iván García Cortina (ESP) | DNF               |
| 194                               | Matteo Jorgenson (USA)    | 91.               |
| 195                               | Enric Mas (ESP)           | 77.               |
| 196                               | Gonzalo Serrano (ESP)     | DNF               |
| 197                               | Carlos Verona (ESP)       | 66.               |
| Sportsdirektør: José Luis Arrieta |                           |                   |

| Intermarché-Wanty-Gobert Matériaux IWG   | Intermarché-Wanty-Gobert Matériaux IWG | Intermarché-Wanty-Gobert Matériaux IWG |
| ---------------------------------------- | -------------------------------------- | -------------------------------------- |
| Nr.                                      | Rytter                                 | Placering                              |
| 201                                      | Jan Bakelants (BEL)                    | 67.                                    |
| 202                                      | Aimé De Gendt (BEL)                    | 117.                                   |
| 203                                      | Quinten Hermans (BEL)                  | 14.                                    |
| 204                                      | Maurits Lammertink (NED)               | 79.                                    |
| 205                                      | Lorenzo Rota (ITA)                     | 39.                                    |
| 206                                      | Kevin Van Melsen (BEL)                 | 118.                                   |
| 207                                      | Loïc Vliegen (BEL)                     | DNF                                    |
| Sportsdirektør: Hilaire Van der Schueren |                                        |                                        |

| Team DSM DSM                    | Team DSM DSM             | Team DSM DSM |
| ------------------------------- | ------------------------ | ------------ |
| Nr.                             | Rytter                   | Placering    |
| 211                             | Andreas Leknessund (NOR) | 53.          |
| 212                             | Thymen Arensman (NED)    | 50.          |
| 213                             | Marco Brenner (GER)      | 24.          |
| 214                             | Mark Donovan (GBR)       | 54.          |
| 215                             | Chad Haga (USA)          | DNF          |
| 216                             | Martijn Tusveld (NED)    | 68.          |
| 217                             | Ilan Van Wilder (BEL)    | 61.          |
| Sportsdirektør: Michiel Elijzen |                          |              |

| Gazprom-RusVelo GAZ              | Gazprom-RusVelo GAZ      | Gazprom-RusVelo GAZ |
| -------------------------------- | ------------------------ | ------------------- |
| Nr.                              | Rytter                   | Placering           |
| 221                              | Roman Kreuziger (CZE)    | 47.                 |
| 222                              | Marco Canola (ITA)       | 128.                |
| 223                              | Sergej Tjernetskij (RUS) | 69.                 |
| 224                              | Petr Rikunov (RUS)       | DNF                 |
| 225                              | Ivan Rovnyj (RUS)        | DNF                 |
| 226                              | Dmitrij Strakhov (RUS)   | 120.                |
| 227                              | Simone Velasco (ITA)     | 100.                |
| Sportsdirektør: Dmitri Konyschew |                          |                     |

| Sport Vlaanderen-Baloise SVB   | Sport Vlaanderen-Baloise SVB | Sport Vlaanderen-Baloise SVB |
| ------------------------------ | ---------------------------- | ---------------------------- |
| Nr.                            | Rytter                       | Placering                    |
| 231                            | Aaron Van Poucke (BEL)       | DNF                          |
| 232                            | Alex Colman (BEL)            | 134.                         |
| 233                            | Rune Herregodts (BEL)        | 109.                         |
| 234                            | Arne Marit (BEL)             | DNF                          |
| 235                            | Julian Mertens (BEL)         | 103.                         |
| 236                            | Thomas Sprengers (BEL)       | 95.                          |
| 237                            | Aaron Verwilst (BEL)         | DNF                          |
| Sportsdirektør: Andy Missotten |                              |                              |

| Delko DKO                       | Delko DKO                | Delko DKO |
| ------------------------------- | ------------------------ | --------- |
| Nr.                             | Rytter                   | Placering |
| 241                             | Biniam Girmay (ERI)      | 101.      |
| 242                             | Clément Carisey (FRA)    | DNF       |
| 243                             | Alessandro Fedeli (ITA)  | DNF       |
| 244                             | Delio Fernández (ESP)    | 105.      |
| 245                             | Mauro Finetto (ITA)      | 26.       |
| 246                             | August Jensen (NOR)      | 138.      |
| 247                             | Mathias Le Turnier (FRA) | DNF       |
| Sportsdirektør: Benjamin Giraud |                          |           |